# سحب (هيدرولوجيا)
العلوم والهندسة المتعلقة بالمياه، هناك تعريفان متشابهان لكنهما في نفس الوقت مختلفان لمصطلح السحب.
- في هيدرولوجيا الطبقة الموجودة تحت سطح الأرض، فإن السحب هو مقدار التغيير في الرأس الهيدروليكية التي تتم ملاحظتها في الآبار في طبقة المياه الجوفية، والذي غالبًا ما ينجم عن ضخ الآبار كجزء من عمليات اختبار طبقة المياه الجوفية أو اختبار الآبار.
- في هيدرولوجيا المياه السطحية والهندسة المدنية، يشير السحب إلى تقليل مستوى المياه في خزان أو مستودع من صنع البشر.

وفي كلتا الحالتين، فإن السحب هو مقدار التغيير في مستوى الرأس أو المياه حسب الخلفية، مما يشير إلى الفرق في الرأس والذي يحدث في موقع محدد متعلق بالوقت المبدئي في نفس الموقع.
وبصفة عامة، يطلق على تسجيل الرأس الهيدروليكية مع مرور الوقت اسم الرسم المائي (سواء في مياه باطن الأرض أو في المياه السطحية).

## التأثيرات
يمكن أن يكون سحب أو نضوب المياه الجوفية وضخ المياه الأحفورية عاملاً مساهمًا في ارتفاع مستوى سطح البحر.